# QBZ-03
QBZ-03은 중국이 개발한 돌격소총이다. 03식 소총이라고도 불린다.

## 개요
1995년에 개발된 95식 소총(QBZ-95)은 중국 인민 해방군의 시험을 통과했으며 해병대와 공군 병사들에게 보급된 바가 있었다. 그러나 불펍식 소총인 95식 소총에 중국 군인들이 익숙치가 않았고 QBZ-03이 개발된다. QBZ-03의 개발은 중국 인민해방군이 사용하는 표준 소총으로 설계되었다. 과거 56식 소총과 81식 소총과 같은 예전 구조와 유사한 구조로 설계됐다. 03식 소총의 프로토 타입이 나왔을 때 많은 이들이 중국 소총 보급에 대해 토론을 가졌었다. 최종 결정은 95식 소총은 주요 육군 특수부대, 해병대 및 국경 경비대, 공군등에 배치되며, 03식 소총은 중국 인민무장경찰부대에 배치됐다. 
2009년 10월 1일, 제 60회 국경일 중화 인민 공화국 군사 퍼레이드에서 03식 소총은 공군 부대 제 15군 공군 공수부대에 의해 세간에 공개됐고, 2015년 9월 3일, 2차 세계대전 승리 70주년을 기념하는 2015년 퍼레이드에서도 공개된 바가 있다.

## 특징

### 조정간 모드
반자동, 3점, 완전 자동

### 95식과의 호환
내수용 소총의 경우 95식 소총하고 03식이 같은 구경의 중국제 탄을 사용하고 있기 때문에 호환이 가능하다. 탄창도 95식에 쓰던걸 03식에서도 쓸 수 있다.

## 같이 보기
- QBZ-95
- 일본 89식 소총
- K2 소총
- M4 카빈